# ロバート・ケネディ暗殺事件
ロバート・ケネディ暗殺事件（ロバート・ケネディあんさつじけん）とは、アメリカ合衆国で1968年に発生した暗殺事件。
1963年に暗殺されたアメリカ合衆国大統領ジョン・F・ケネディの弟で、アメリカ合衆国上院議員であるロバート・ケネディが、出馬していた大統領選挙キャンペーン期間中の1968年6月5日夜、カリフォルニア州ロサンゼルスで銃撃され、死亡した事件である。

## 概要
1968年のアメリカ大統領選挙の民主党予備選挙を戦っていたケネディは、カリフォルニア州およびサウスダコタ州のアメリカ合衆国大統領予備選挙を勝ち抜き、ロサンゼルス市内のアンバサダーホテルで支持者に向かって演説を行った後、厨房を通過中に銃撃を受け、26時間後に病院で死亡した。
犯行を行った当時24歳のパレスチナ移民サーハン・ベシャラ・サーハンは終身刑を言い渡され、2020年時点でも刑務所に服役中である。勝利演説の直後に起きた事件であったため、その場にいた記者によって銃撃直後の様子が録音されており、映像もテレビカメラに収められている。また、銃声がフリーランスの新聞記者によって録音されていたことが2004年に明らかになった。
ケネディの遺体は、告別式が行われた6月8日まで2日間、ニューヨークのセント・パトリック大聖堂に安置され、延べ10万人以上から弔問を受けた。ケネディの遺体はアーリントン国立墓地の兄ジョンが眠るそばに埋葬された。ケネディが暗殺されたことを契機に、シークレットサービスは大統領候補も警護するよう変更された。
なお、ケネディが争った大統領選挙の民主党候補はヒューバート・H・ハンフリーが選ばれたが、本選挙ではリンドン・ジョンソンが始めたベトナム戦争からのアメリカ軍の完全撤退を公約していた共和党のリチャード・ニクソンに敗れた。
兄ジョンの死同様、ロバートの死についても陰謀論を含む様々な議論が巻き起こった。アメリカ合衆国上院議員として暗殺された人物は、2014年の時点でケネディの他にはヒューイ・ロングだけである。

## 事件の背景
ケネディは1948年、22歳の時に『ボストン・ポスト』の特派員としてイギリス委任統治領パレスチナを訪れており、地域に住むユダヤ人に共感を抱くようになった。上院議員になると彼はイスラエルの強力な支持者となっていった。
ケネディは1961年1月からアメリカ合衆国司法長官を務めていたが、上院議員選挙に出馬するため1964年9月3日に辞任し、11月の選挙を勝ち抜き、1965年1月3日にニューヨーク州選出議員としてオフィスを構えた。
現職大統領のリンドン・ジョンソンは、1968年の大統領選挙で民主党からの候補者指名をもくろんでいた。当時の社会情勢は、政府が貧困対策や差別撤廃の法整備を進めていたが、大都市で暴動が発生し、ベトナム戦争の反戦運動も盛んで、不安定であった。1968年3月12日、対立候補であるユージーン・マッカーシーがニューハンプシャー州の予備選で、ジョンソンの49％に対し大きく迫る42％を得票した。ニューハンプシャー州はジョンソンが圧倒的に有利と見られており、この結果は「マッカーシーの大勝利」とも報じられた。その4日後、ジョンソンでは選挙に勝てないと踏んだケネディは同じ民主党員でありながらも大統領選出馬を表明する。3月31日、これを受けてジョンソンは再指名を諦め、選挙からの離脱を表明した。
副大統領のヒューバート・H・ハンフリー（民主党）は立候補の表明を遅らせ、予備選挙に出ないまま民主党代議員の支持を獲得していった。最終的にハンフリーは4月27日に出馬を表明した。事件直前のカリフォルニア州予備選が終わった段階では、ハンフリーが561票、ケネディが393票を獲得し、ケネディは後塵を拝していた。

## 暗殺

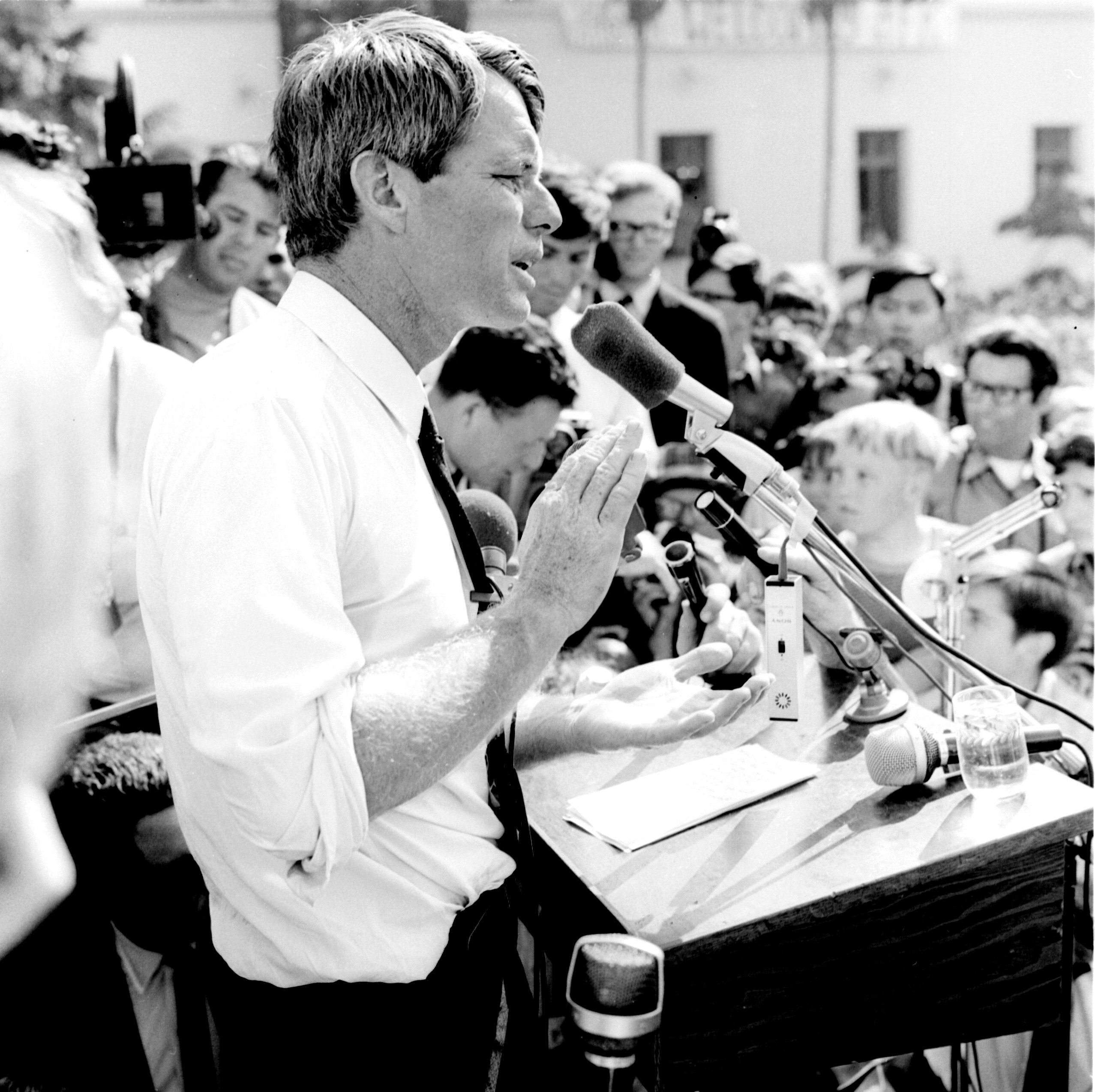
ロサンゼルスにおけるロバート・ケネディ

銃撃直後、瀕死の重傷を負ったロバート・F・ケネディ。 その横には、17歳のバスボーイ、フアン・ロメロがひざまずいている。彼は、サーハン・サーハンが発砲したとき、ケネディの手を握っていた。

1968年のカリフォルニア州予備選挙は6月4日火曜日に実施された。党大会においてカリフォルニア州は各州の中で最大の代議員数を擁する州であり、その後の予備選の趨勢にも関わってくる重要な予備選挙であった。先に同日実施されたサウスダコタ州予備選でのケネディ勝利が伝えられた。カリフォルニアでのケネディの勝利は午後11時過ぎになってから明らかとなった。
投票終了から4時間後、6月5日の深夜0時10分ごろ（太平洋標準時）、ロサンゼルスのミッドウィルシャーにあるアンバサダーホテルのエンバシー・ルームで、ケネディは支持者に向けて勝利演説を行った。当時、政府のシークレットサービスは現職大統領は警護していたが、大統領選挙候補者は対象外だった。ケネディの周りを守っていたのはFBIの元エージェント、ウィリアム・バリーと2人のボディーガードだけであった。キャンペーン期間中、ケネディは大衆との交流を歓迎し、興奮した民衆が彼に触ろうとすることも、ままあった。
ケネディは演説を終えるとエンバシー・ルームを通って、ホテル内の他の支持者の元へ向かう予定だった。しかし、予定されていた記者会見までの時間は残り少なくなっていた。キャンペーンを支えていたフレッド・ダットンは2つ目の集会は見送り、エンバシー・ルームの裏から調理室と配膳室を抜けて記者会見場に向かうことを決めた。ケネディはスピーチを終えると次の場所に向かおうとしたが、バリーに「予定は変更になった。こっちに行こう」と止められた。バリーとダットンは調理室に通じるスイングドアから広い通路に出るよう指示し、通り道を作り始めたが、ケネディは群集に囲まれてしまった。ケネディはホテル支配人のカール・オイカーについていくよりほかなかった。

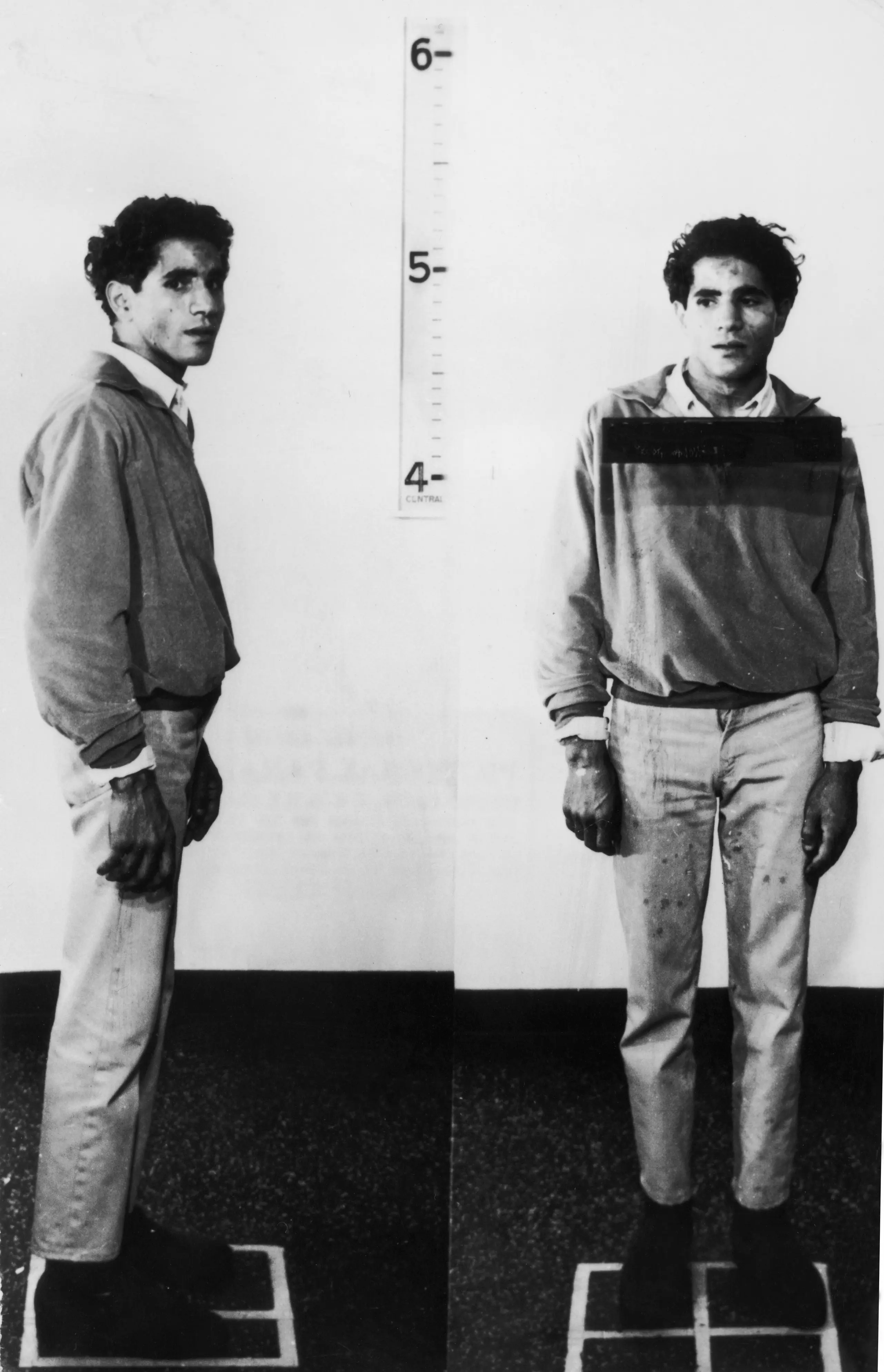
逮捕後のサーハン・ベシャラ・サーハン

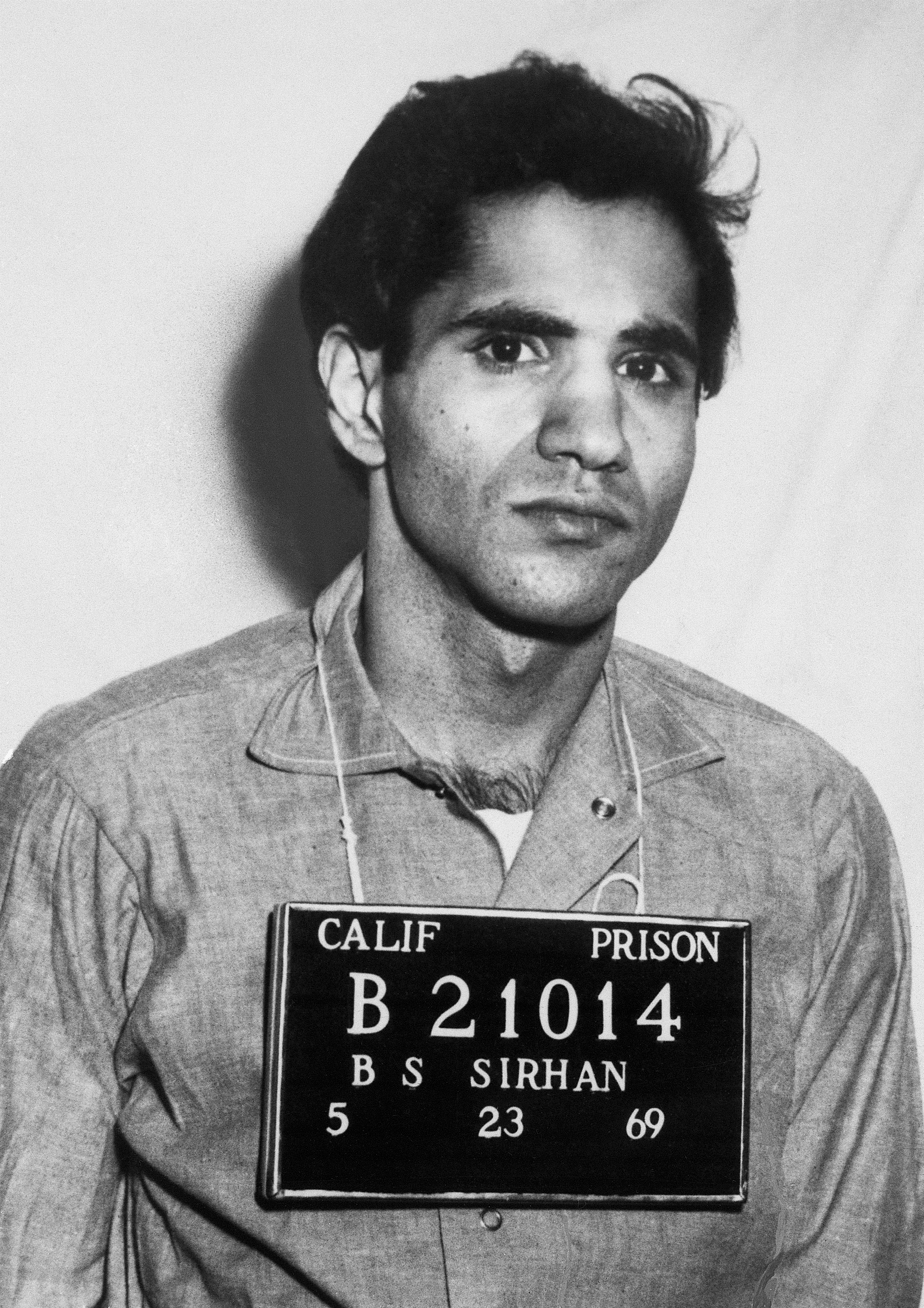
マグショット

オイカーはケネディの右手首を掴みながら配膳室へ先導したが、ケネディが取り囲む支持者からしばしば握手を求められるため、その度に手を離さなければならなかった。2人はスチームテーブルや製氷機が並ぶ狭い通路に差し掛かった。ケネディが皿洗いのジュアン・ロメロと握手するため左に向きを変えたその時、サーハン・ベシャラ・サーハンが製氷機そばのトレー積み上げ器から駆け下りた。サーハンは突進してオイカーをかわすと、アイバージョンソン製の22口径回転式拳銃をケネディに連射した。
銃声と硝煙が立ち昇るのを見て、周りにいた人間がサーハンから拳銃を取り上げようと組み付いた。取っ組み合いの最中にもサーハンは発砲を繰り返し、ケネディ以外にも5名が負傷した。サーハンは取り押さえられ、拳銃はオリンピックのメダリスト、レイファー・ジョンソンが回収した。
バリーはケネディの下に駆け寄り、自分の上着をケネディの頭の下に置いた。「すぐに小さな22口径だってことはわかったよ。だから最悪なことにはならないよう願ったさ。でも、議員の頭に穴が開いてるのを見てね、悟ったよ。」と後の回想で語っている。報道記者とカメラマンが事件現場に殺到し、場に混乱と混沌をもたらした。ジュアン・ロメロはケネディの頭の裏から手を差し伸べ、頭にロザリオを乗せた。ケネディがロメロに「みんな大丈夫か？」と聞くと、ロメロも「はい、全て問題ありません。」と答えた。ライフとロサンゼルス・タイムズのカメラマンはこの瞬間を撮影し、暗殺事件の象徴的な写真となっている。
ケネディの妻、エセルは人だかりの外に立ち、助けを求めていた。彼女は夫の元に連れて来られひざまずいた。ケネディは妻を見ようと頭の向きを変えた。数分後、救急隊員が到着しケネディをストレッチャーに乗せると、ケネディは「持ち上げないでくれ」とささやいた。これが彼の最後の言葉だった。ケネディは意識を失い、セントラル・レシービング・ホスピタルに運び込まれたときは死亡と診断されてもおかしくない状態だった。医師の一人が彼の顔を叩きながら「ボブ、ボブ！」と声をかけ、もう一人の医師が心臓マッサージを行った。ケネディの鼓動が回復すると、医師は夫の鼓動を聞いて少しでも心を鎮めるよう、聴診器をエセルに手渡した。
およそ30分後、ケネディは数ブロック先のグッド・サマリタン・ホスピタルに手術のため運び込まれた。病院近くの体育館に仮設の記者会見場が作られた。手術は午前3時12分に開始され、手術時間は3時間40分にわたった。それから10時間半経った午後5時30分、報道官のフランク・マンキーウィッツは医師の説明として「回復の見込みが少なく、極めて危険な状態」と伝えた。
ケネディは3発撃たれており、1発は数センチメートルの至近距離から撃たれ、弾丸が右耳後方から入り、炸裂した弾頭は脳内で砕け小さな破片となっていた。他の2発は右腋下の裏から入り、1発は腰で留まり、もう1発は首の裏で止まっていた。脳から弾丸の破片を取り除く大がかりな手術が行われたが、ケネディは6月6日午前1時44分、事件発生からおよそ26時間後に死亡した。
マンキーウィッツはケネディが亡くなったことを伝えられると、病院から記者たちのいる体育館に向かった。6月6日午前2時、マンキーウィッツは演台に近づき気持ちを落ち着かせてから、公式発表を伝えた。
| 「 | ロバート・フランシス・ケネディ上院議員は1968年6月6日、本日午前1時44分に亡くなりました。その最後は妻のエセル夫人、姉のステファン・スミス夫人、パトリック・ローフォード夫人、義理の兄であるステファン・スミス氏、義理の姉、ジョン・F・ケネディ夫人に看取られました。42歳でした。 | 」 |

## サーハン・サーハン
エルサレム生まれのヨルダン国籍を持つ、アラブ人キリスト教徒、サーハン・サーハンはシオニストに強い憎悪を抱いていた。家宅捜索の結果、見つかった日記の5月19日には、「RFK（ロバート・F・ケネディ）を殺害する決意が日増しにゆるぎないものとなっていく。RFKは死ぬべきだ。RFKは殺されるべきだ。ロバート・F・ケネディは暗殺されるべきだ……ロバート・F・ケネディは68年6月5日までに暗殺されるべきだ」と記されていた。
なお暗殺の日付は、イスラエルと近隣アラブ諸国との間で第三次中東戦争が始まった日であり、大きな意味を持ったと思われる。サーハンが警察に逮捕された時、ポケットの中からケネディのイスラエル支援について書かれた新聞記事が見つかった。また裁判では、ケネディの支援を知ってから憎むようになったことを証言している。1989年にデービッド・フロストに、「ロバート・ケネディと私のつながりは、イスラエルを支援したこと、50機の爆撃機を送り込んでパレスチナ人を痛めつけようと企んだことだけだ」と語っている。
学者の中には、中東のアラブ・イスラエル間の紛争に端を発したアメリカにおける政治的暴力行為のうち、最初期の重大事件と見るものもいる。しかし中東問題が彼の主要な動機であると解釈するのは、あまりにも単純化しすぎており、サーハンの深刻な精神的問題を無視しているという批判もなされている。
裁判期間中、サーハンの弁護士は依頼人が罪を自白しようとし、いくつかの点で有罪を認めていたにもかかわらず、限定責任能力を主張した。サーハンは犯行について記憶にないと主張し続けていたが、20年間にわたった予謀の殺意を持ってケネディを殺害したと証言した。裁判官はこの告白を採用せず、この証言は後に撤回された。
サーハンは1969年4月17日に有罪判決を受け、その6日後に死刑を宣告された。1972年のアンダーソン事件においてカリフォルニア州最高裁判所は、死刑が残虐または異常な刑罰で違憲であるという判決（en:People v. Anderson）を下し、これによってカリフォルニア州において1972年以前の未執行の死刑宣告は無効とされ、サーハンは終身刑となった。2011年までにサーハンは仮釈放を14回申請したがいずれも認められず、2013年時点ではサンディエゴ郡のリチャード・J・ドノバン刑務所に収監されている。

## マスコミ報道
事件発生時、ABCニュースは選挙放送を終了するところであり、CBSの放送は既に終了していた。CBSが報じたのは事件発生から21分後のことだった。ケネディの予備選を取材していた記者たちは、ケネディが撃たれた調理場に群がった。すぐさま音声の録音やカメラでの撮影が始まった。ABCはライブ映像を送ることができたが、映像は白黒であった。CBSとNBCはカラー映像を撮影できたが、映像が流されたのは事件から2時間経ってからだった。
ロサンゼルスのラジオ局KRKDは銃撃直後の音声をテープに収めていた。録音されたテープにはケネディの勝利演説と、それに続くケネディへの質疑応答が含まれていた。質疑が終わると記者は録音を止め、ケネディや側近たちとともに通路を歩いていった。数分後、銃声が鳴り響くと記者は録音を再開し、サーハンとの取っ組み合いを現場から伝えている。
その後1週間で暗殺事件の報道は、NBCでは55時間、ABCでは43時間、CBSでは42時間報道された。

## 異説
兄ジョンの暗殺と同様に、ロバート・ケネディの暗殺事件についても様々な説がある。独自の調査を行い、事件について新しい説を提唱するものや、公式の発表には致命的な問題が含まれているとするものもいる。
ロバート子息のうちロバート・F・ケネディ・ジュニアも、2017年12月19日にサーハンと面会して「あなたが父を殺したと思わない」と伝えた（サーハンの代理人であるローリー・デュセク弁護士による『毎日新聞』への説明）。

### CIA関与説
2006年11月に、BBCの番組『Newsnight』において、アイルランドのドキュメンタリー映画監督シェーン・オサリバンは、CIA職員が暗殺当日、現場に存在したことを明らかにした。当日の映像および写真には3名の男が映っており、彼らはCIAの職員としてマイアミにあるCIAの拠点、JMWAVE で以前同僚として働いていた人物、デイヴィッド・モラレス、ゴードン・キャンベル、ジョージ・ジョアニデスであるという。オサリバンは、CIAはアメリカ国内は管轄しておらず、CIAの職員がロサンゼルスにいる理由はないとしている。
番組内で語られたモラレスの元弁護士であるロバート・ウォルトンのインタビューでは、モラレスは次のように語ったとされる。「あのクソッタレをやったときはダラスにいたし、あのロクデナシをやったときはロサンゼルスにいたよ (I was in Dallas when we got the son of a bitch and I was in Los Angeles when we got the little bastard.)」
さらなる調査を経て、オサリバンはドキュメンタリー作品『RFK Must Die』を製作、以前の説に疑問を投げかけるものとなっている。また、1994年から2005年にかけて、サーハンの弁護士は「銃撃できる距離になかった」と主張した。また「もし銃撃があったとしても、映画『影なき狙撃者』のようにCIAか軍産複合体によって操られ、催眠状態であった」と主張した。裁判所はこの申し立てを根拠不十分なものとして却下した。

### 2人目の銃撃犯説
ケネディの傷跡からは犯人は被害者の後方に立っていたことが示唆された。しかし、証言によればサーハンはケネディの正面に立っていた。このことから致命傷を与えた人物は他にいたのではないかと考えられる。これは検視官トーマス野口が述べた、右耳後方、数センチメートルの距離から発射された弾丸が致命傷になったという見解からも裏付けられる。サーハンが近づいた時にケネディは握手をしようと左を向いており、弾丸が右側から発射されたという証言もある。1975年の再検証では、ロサンゼルス上位裁判所は犯人が二人いたかについて専門家による検証を命じたが、専門家はありえそうにないという判断を下した。目撃者であるジャーナリストのジョン・ピルガーは、サーハンが取り押さえられた後、弾がかすったり当たった人間がいることから暗殺者が一人ではなかったことは間違いないとしている。
フリーランスの記者が、たまたまレコーダーのスイッチを切り忘れたおかげで銃声が録音されていたことが明らかになり、2007年になって銃声の分析が行われた。法医学者フィリップ・ヴァン・プラーグは、弾丸はサーハンの拳銃には8発しか装填できないにもかかわらず、13発発射されていることを明らかにした。また、ヴァン・プラーグは銃撃の間隔が通常ではありえない早さになっていることも明らかにした。8発以上弾丸が発射されたことは他の音響や弾道の専門家によっても確認されている。ただし、8発以上は発射されていないとする専門家も存在する
2012年2月22日、サーハンの弁護士はロサンゼルスの連邦地方裁判所に、もう一人の銃撃犯がケネディを射殺したとする書面を提出し、サーハンの釈放と裁判のやり直しを求めた。裁判所はこれについて、サーハンは自身が8発銃撃したという事実については争っておらず、合理的な判断をされずに有罪判決を受けたという証明もなされていないとして却下した。

## 事件後

### 葬儀

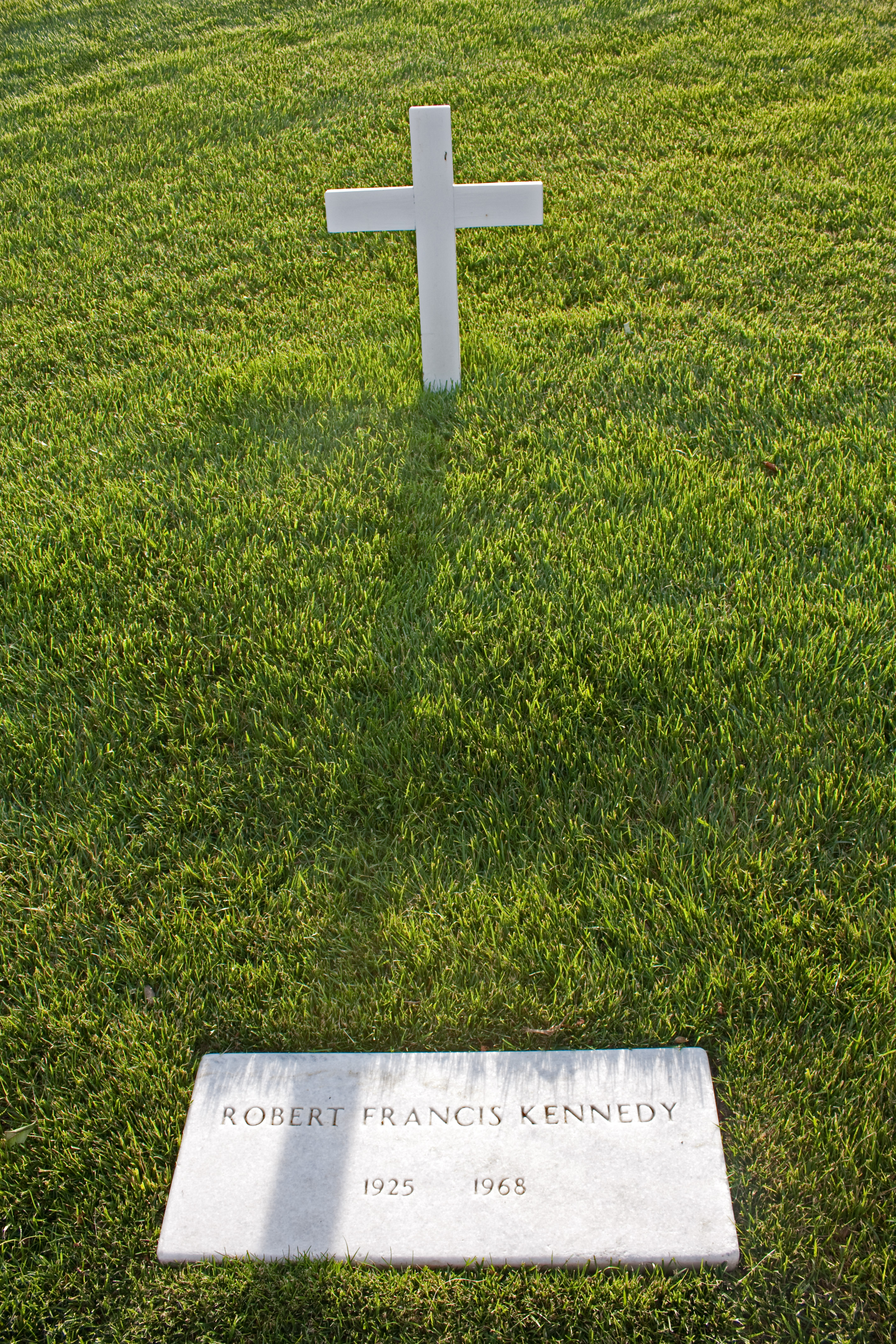
アーリントン国立墓地にあるケネディの墓

検死の後、ケネディの遺体はニューヨークのセント・パトリック大聖堂に運ばれ、葬儀のミサが執り行われる6月8日まで弔問を受けた。一般人の弔問では教会が開く時間には数百人もの人間が並んでおり、最終的に15万人の人間が訪れたという。また、気温が30度を超えていたため具合の悪くなるものもおり、71名が赤十字の治療を受けている。
ケネディの弟、エドワード・ケネディが弔辞を読み上げた。
ミサが終わるとケネディの遺体はワシントンD.C.に向け、列車で運ばれた。何千人もの人々が沿線や駅に集まり、列車は速度を下げねばならないほどだった。
葬列が墓地に向かう途中、リザレクション・シティと名づけられた貧者の行進計画の一環として建設されたスラム街を通った。葬列がリンカーン記念館の向かいで止まると、リザクレション・シティの住民たちはリパブリック讃歌を歌いはじめた。
ロバート・ケネディは、アーリントン国立墓地の兄ジョンの墓近くに埋葬された。6月9日に、ジョンソン大統領は、ケネディの死を悼み国喪に服すことを発表した。
ケネディ暗殺後、シークレット・サービスの護衛対象は大統領候補も含めるように変更された。候補者は大統領命令により直ちに警護されたが、人的資源の問題から魚類野生生物局の職員が警護に当たることもあったという。

### 1968年の大統領選挙
ケネディは暗殺された時点では、まだハンフリーに党大会の代議員票で後れをとっていたが、カリフォルニアでの勝利を契機に最終的には指名を得ていただろうと信じる者も多くいる。この年の予備選挙が行われたのは13州のみであり、つまり個人の心情が強く反映される党大会の票が、指名を決定する大きな要因となった。歴史家のアーサー・シュレジンジャーらは、「ケネディが生きていたのならば民主党全国大会で、そのカリスマ性を大いに発揮し指名を獲得することになっただろう」と主張している。
しかし、同じ民主党に所属する現職大統領に挑戦を挑んだケネディの行為を問題視する有力者が、指名阻止に回ることも考えられ、当時の有力者の影響を考えるとケネディは指名を獲得できなかったと考える者もいる。歴史家のマイケル・ベシュロスもケネディは指名を得ることができなかっただろうと考えている。
なおハンフリーは、本選挙では兄のジョン・F・ケネディが始めたベトナム戦争からのアメリカ軍の完全撤退を公約していた、共和党のリチャード・ニクソンに大接戦の末で敗れた。

### 事件現場
事件現場となったアンバサダーホテルは、2001年にロサンゼルス統一学区 (LAUSD) が学校建設用地として権利を取得した。ホテルの取り壊しに反対する保存運動が20年以上もの間行われていたが、2005年から取り壊しが始まり2006年の1月にはナイトクラブ「ココナッツ・グローヴ」が残されるのみとなっていた。跡地はロバート・F・ケネディ・コミュニティー・スクールとなり、ココナッツ・グローヴは学校のホールとして利用されている。当初、ケネディ暗殺の現場である食料貯蔵室をリフォームし、学校や博物館として利用する考えもあったが、ケネディ家は食料貯蔵室が取り壊されることを望み、LAUSDの委員長、元州最高裁判所判事のクルーズ・レイノーソも「我々は死を記念しようとは思わなかった。彼の生き方を記念したかった、特にその理想を。 (We didn't want to celebrate the death. We wanted to celebrate his life, particularly his ideals,)」と述べ、取り壊すことに決まった。食料貯蔵室は壊されてしまったが、その後備品などいくつかの部分は保存されることとなった。

### 捜査文書
ケネディ暗殺事件の捜査関係資料はカリフォルニア州立文書館や、マサチューセッツ大学ダートマス校の図書館などに収められている。2010年には、暗殺事件当時のケネディの血がついた衣服がラスベガスで公開されたが、ロバートの息子であるマクスウェル・テイラー・ケネディから抗議の声が上がっている。サーハンの逮捕時に使用された手錠は2012年にアメリカ国立法執行博物館 (National Law Enforcement Museum) に寄贈されている。

### 機密文書の指定公開
2025年1月23日、47代大統領に就任したドナルド・トランプは事件に関する機密文書の指定を解除し、45日以内に公開するよう命じる大統領令に署名した。第2次トランプ政権にて保健福祉長官に指名されたロバート・ケネディ・ジュニアは、ロバートの息子にあたる。
トランプ政権の国家情報長官は4月18日に229個のPDFファイルで計1万185ページの文書を、アメリカ国立公文書館のウェブサイトのページ「RFK暗殺記録」に掲載した。

### 書誌情報
- Clarke, Thurston (27 May 2008). The Last Campaign: Robert F. Kennedy and 82 Days That Inspired America. Macmillan. ISBN 978-0-8050-7792-6
- Moldea, Dan E. (1995). The Killing of Robert F. Kennedy: An Investigation of Motive, Means, and Opportunity. New York: Norton. ISBN 978-0-393-03791-3
- Witcover, Jules (1969). 85 Days: The Last Campaign of Robert Kennedy. New York: Putnam. OCLC 452367
- 土田宏『アメリカ1968―混乱・変革・分裂』中央公論新社、2012年。ISBN 978-4-12-004434-2。
- トーマス野口『検死捜査―LA(ロサンゼルス)検死局長の事件ファイル』1996年8月。ISBN 978-4877120450。